# Ann Doran

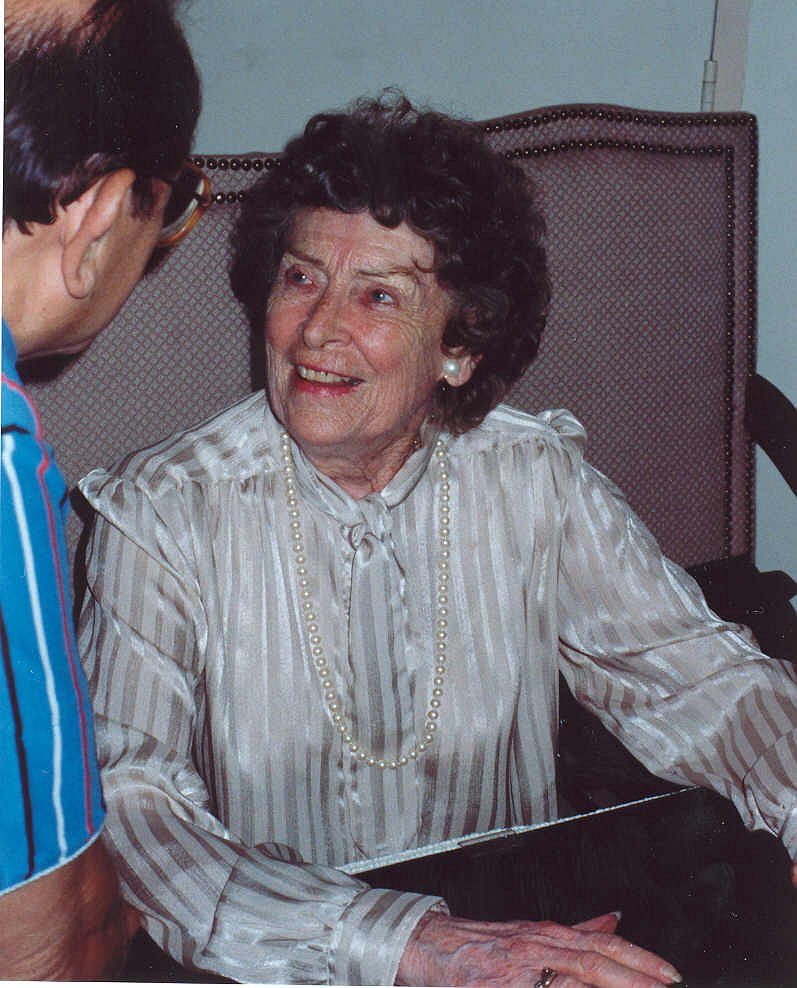
Ann Doran (1990)

Ann Doran (* 28. Juli 1911 in Amarillo, Texas, als Ann Lee Doran; † 19. September 2000 in Carmichael, Kalifornien) war eine US-amerikanische Schauspielerin.

## Leben
Ann Doran startete ihre Filmkarriere bereits mit elf Jahren an der Seite von Douglas Fairbanks mit einer kleinen Rolle im Abenteuerfilm Robin Hood. Nachdem sie Highschool und College abgeschlossen hatte, begann sie ab 1934 regelmäßiger an Filmen mitzuwirken. Nachdem Doran zunächst nur als Double oder Kleindarstellerin in Hollywood gearbeitet hatte, bekam sie ab 1938 unter Vertrag bei Columbia Pictures auch erste substanziellere Rollen.
Eine Film-Hauptrolle hatte sie nur einmal, 1939 in dem B-Movie-Western Rio Grande neben Charles Starrett. Hingegen konnte sie sich erfolgreich als gefragte Nebendarstellerin etablieren. Insbesondere Filmregisseur Frank Capra setzte die Charakterdarstellerin immer wieder in Nebenrollen in seinen Filmen ein. In vielen Filmen verkörperte sie Mütter, Tanten oder Dienstmädchen. Ihre wahrscheinlich bekannteste Filmrolle spielte Doran 1955 als dominante Mutter von James Deans Hauptfigur im Filmklassiker … denn sie wissen nicht, was sie tun.
In späteren Jahren war Ann Doran vor allem in Fernsehproduktionen zu sehen, so als Gaststar in Bonanza, Verliebt in eine Hexe, Fantasy Island, M*A*S*H, Magnum und Cagney & Lacey. Ihre letzte Rolle spielte sie 1988 als Gaststar in der Serie Hunter. Im Laufe ihrer langen Karriere zwischen 1922 und 1988 war Doran insgesamt in über 200 Spielfilmen, über 30 Kurzfilmen und über 130 Fernsehserien (dabei insgesamt über 290 einzelnen Fernsehepisoden) zu sehen.

## Privatleben
Ann Doran war die Tochter der Schauspielerin Rose Allen (1885–1977). Ann Doran war weder verheiratet gewesen, noch hatte sie Kinder. 2000 verstarb sie im Alter von 89 Jahren in Carmichael.

## Filmografie (Auswahl)
- 1922: Robin Hood
- 1936: Mr. Deeds geht in die Stadt (Mr. Deeds Goes to Town)
- 1937: Girls Can Play
- 1937: Stella Dallas
- 1937: Denen ist nichts heilig (Nothing Sacred)
- 1938: Die Schwester der Braut (Holiday)
- 1938: Lebenskünstler (You Can’t Take It with You)
- 1938: Blondie
- 1938: Rio Grande
- 1939: Homicide Bureau
- 1939: Mr. Smith geht nach Washington (Mr. Smith Goes to Washington)
- 1940: Sein Mädchen für besondere Fälle (His Girl Friday)
- 1941: Akkorde der Liebe (Penny Serenade)
- 1941: Hier ist John Doe (Meet John Doe)
- 1941: Adoptiertes Glück (Sun Valley Serenade)
- 1941: Dr. Kildare: Der Hochzeitstag (Dr. Kildare’s Wedding Day)
- 1942: Yankee Doodle Dandy
- 1942: Ein Kuß zuviel (They All Kissed the Bride)
- 1942: Meine Schwester Ellen (My Sister Eileen)
- 1942: Mabok, der Schrecken des Dschungels (Beyond the Blue Horizon)
- 1942: Der schwarze Vorhang (Street of Chance)
- 1943: In die japanische Sonne (Air Force)
- 1943: Das Geständnis einer Frau (The Hard Way)
- 1943: Immer mehr, immer fröhlicher (The More, The Merrier)
- 1943: Mutige Frauen (So Proudly We Hail!)
- 1943: In Freundschaft verbunden (Old Acquaintance)
- 1944: Dr. Wassells Flucht aus Java (The Story of Dr. Wassell)
- 1944: Das Leben der Mrs. Skeffington (Mr. Skeffington)
- 1944: Here Come the Waves
- 1945: Eine Frau mit Unternehmungsgeist (Roughly Speaking)
- 1945: Pride of the Marines
- 1946: Die seltsame Liebe der Martha Ivers (The Strange Love of Martha Ivers)
- 1947: Detektiv mit kleinen Fehlern (My Favorite Brunette)
- 1947: Angst in der Nacht (Fear in the Night)
- 1947: Mädchen für Hollywood (Variety Girl)
- 1947: Fremde Stadt (Magic Town)
- 1948: Pitfall
- 1948: Die Schlangengrube (The Snake Pit)
- 1948: Eine Frau zuviel (No Minor Vices)
- 1948: Schritte in der Nacht (He Walked by Night)
- 1948: The Babe Ruth Story
- 1949: Frau in Notwehr (The Accused)
- 1949: Big Jack
- 1949: Ein Mann wie Sprengstoff (The Fountainhead)
- 1949: Rebellen der Steppe (Calamity Jane and Sam Bass)
- 1949: Der Stachel des Bösen (Beyond the Forest)
- 1949: The Kid from Cleveland
- 1950: Mein Glück in deine Hände (No Sad Songs for Me)
- 1950: Never a Dull Moment
- 1950: Lach und wein mit mir (Riding High) im Abspann nicht genannt
- 1950: Der geheimnisvolle Ehemann (The Jackpot)
- 1950: Einsame Herzen (Lonely Heart Bandits)
- 1950: Endstation Mord (Gambling House)
- 1951: Tomahawk – Aufstand der Sioux (Tomahawk)
- 1951: Lassie und die Goldgräber (The Painted Hills)
- 1951: Der Mordprozeß O’Hara (The People Against O’Hara)
- 1952: Die süße Falle (Love is Better Than Ever)
- 1952: Rodeo
- 1952: Paula (Paula)
- 1952–1953: Der Lone Ranger (Fernsehserie, zwei Folgen)
- 1953: Das letzte Signal (Island in the Sky)
- 1954: Formicula
- 1954: Es wird immer wieder Tag (The High and the Mighty)
- 1954: The Bob Mathias Story
- 1955: An einem Tag wie jeder andere (The Desperate Hours)
- 1955: … denn sie wissen nicht, was sie tun (Rebel Without a Cause)
- 1957: Schußbereit (Shoot-Out at medicine Bend)
- 1957: Weint um die Verdammten (Band of Angels)
- 1957: Bomber B-52 (Bombers B-52)
- 1958: Durchbruch bei Morgenrot (The Deep Six)
- 1958: Die letzte Kugel (The Day of the Bad Man)
- 1958: It! The Terror from Beyond Space
- 1958: Die Stimme im Spiegel (Voice in the Mirror)
- 1958: Geraubtes Gold (The Badlanders)
- 1958: Jugend ohne Gesetz (Riot in Juvenile Prison)
- 1959: Die Sommerinsel (A Summer Place)
- 1959: Geheimagent des FBI (The FBI Story)
- 1959: Kampf ohne Gnade (Cast a long Shadow)
- 1959: Warlock
- 1963: Mein Zimmer wird zum Harem (The Brass Bottle)
- 1964: Die Unersättlichen (The Carpetbaggers)
- 1964: Das Mädchen mit der Peitsche (Kitten with a Whip)
- 1964: Die 27. Etage (Mirage)
- 1966: Finger weg von meiner Frau (Not with my Wife, you d’ont!)
- 1967: Die Geisel (The Hostage)
- 1968: Liebling, laß das Lügen (Live a little, love a little)
- 1969: Das Arrangement (The Arrangement)
- 1969: Topas (Topaz)
- 1969: Wenn dich der Mörder küßt (Once You Kiss a Stranger)
- 1970: Zwei dreckige Halunken (There Was a Crooked Man…)
- 1971: Der weite Ritt (The hired Hand)
- 1975: Unsere kleine Farm (Fernsehserie, Folge Gründungstag)
- 1976: Die Flut bricht los (Flood) (Fernsehfilm)
- 1976: Die verrückteste Rallye der Welt (The Gumball Rally)
- 1981: Jede Nacht zählt (All night Long)
- 1981: Ein Montag im Oktober (First Monday in October)
- 1986: Das A-Team (Fernsehserie, Folge Lederstrumpf reitet wieder)